# Jiné Rusko

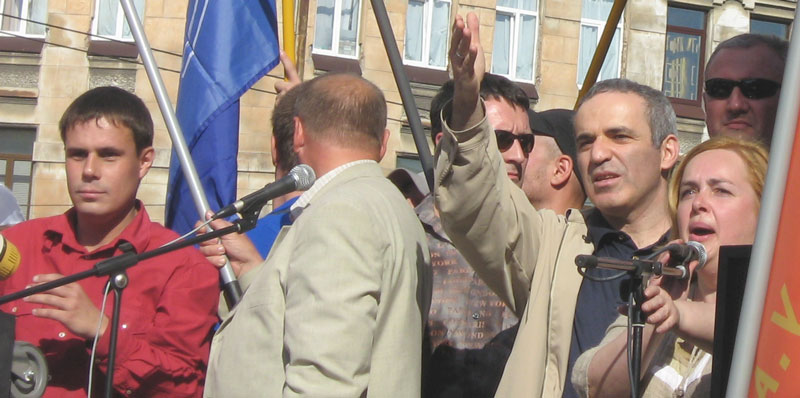
Někteří představitelé Jiného Ruska

Jiné Rusko (rusky: Другая Россия) byla široká koalice některých ruských politických uskupení, stojících v opozici vůči politice Vladimira Putina založená roku 2006. Koalice byla vysoce hetoregenní, byly v ní zastoupeny krajně levicové, středové až krajně pravicové skupiny. Výraznými představiteli uskupení byli například šachový velmistr Garri Kasparov (2006-2007), Eduard Limonov či někdejší ruský premiér Michail Kasjanov.
Sloganem koalice bylo „Potřebujeme jiné Rusko!“ a „Rusko bez Putina!“. V ruských parlamentních volbách v roce 2007, kritizovaných OBSE kvůli příliš silnému vlivu vládních sil, bylo koalici Jiné Rusko znemožněno kandidovat.
V roce 2010 byla tato koalice rozpuštěna a navázala na ní nezaregistrovaná politická strana Jiné Rusko E. V. Limonova, která se hlásí k nacionálnímu bolševismu. Dne 6. dubna 2020 se tato skupina veřejně přihlásila k útoku na českou ambasádu v Moskvě, provedeného v reakci na odstranění sochy maršála Koněva z pomníku v Praze. Během incidentu na prostranství ambasády hodili dýmovnici a na plot vyvěsili transparent „stop fašismu“.